# ウェルグロー工業団地
ウェルグロー工業団地 (タイ語:นิคมอุตสาหกรรมเวลโกรว์、英語：Well Grow Industrial Estate）は、タイのタイ工業団地公社の管理する工業団地の一つ。ウェルグロー・インダストリー有限会社が開発。タイ東部チャチューンサオ県バーンパコン郡に位置する。1989年に開設。ウェルグロウ工業団地と記述されることがある。

## 管理事務所所在地
チャチューンサオ県 バーンパコン郡 タムボン・ホームシーン、バーンナー＝トラート通り 36km、ムー1、78
（78 หมู่ 1 ถ.บางนา-ตราด กิโลเมตร36 ต.หอมศีล อ.บางปะกง จ.ฉะเชิงเทรา 24180） 
- 各地からの距離
  - スワンナプーム国際空港より20km
  - クローントゥーイ港より50km
  - ドンムアン空港より65km
  - レームチャバン港より55km

## 用地
- 用地面積 - 総面積 約516ha（内訳は一般工業区 383ha、住宅・商業用区 0.6ha、公共インフラエリア 132haなど）

## 施設
- 水道水：300万㎥の貯水池を持つ。ワンクー運河と東部水資源開発管理公社からの給水。供給能力30,000㎥/日。
- 電力：電力供給能力は200MVAの供給。電圧は22kV、400/230V、115kV。
- 電話：3,500回線 （TT＆T）
- 廃水処理 ：曝気汚水処理貯水池式の廃水処理施設（処理能力:7,200㎥/日）と回分式活性汚泥（SBR）方式の廃水処理施設（処理能力:8,400㎥/日）を持つ。
- ごみ処理:焼却炉2基、焼却能力は29トン/日。
- 道路：幹線道路は幅員14m（4車線）、補助幹線道路はアスファルト舗装幅員12m（2車線）。
- 洪水対策：17.4キロメートルの土製堰を団地周囲に設置。海抜2.20m。16台のポンプを備えた7箇所のポンプ所設置。排水能力50,000㎥/時。
- 防火システム:消防車1台、水槽車1台。
- セキュリティ:24名の警備員による24時間体制警備。
- ワンストップサービスセンター（OSOS）はタイ工業団地公社本部およびウェルグロー工業団地事務所に設置。

## 洪水
（工業団地の被災についてはタイ工業団地公社の2011年タイ北部・中部地域及びバンコク都における降雨・洪水被害の項を参照）
2011年7月から続くタイ北部の大雨により、10月にはバンコク近郊工業団地でも冠水、閉鎖された。10月19日現在浸水はしていないが、10月12日タイ工業団地公社により洪水被害の可能性がある工業団地として指定された。